# کالی ریچاردز
کالی ریچاردز (انگلیسی: Cully Richards؛ ‏ ۳۱ اکتبر ۱۹۰۸ – ۱۷ ژوئن ۱۹۷۸) خواننده و بازیگر اهل ایالات متحده آمریکا بود.
از فیلم‌هایی که وی در آن‌ها نقش داشته‌است، می‌توان به ستاره‌ای انتخاب کن اشاره نمود.